# 临洮巨人
临洮巨人，是中国传说的巨人，记载于《搜神记》。讲的是在秦始皇上任的第26年，有巨人高五丈，脚长6尺。另外據《史記》、《漢書》記載,同样在秦王政二十六年,也有12個巨人,見於今甘肅臨洮。《秦娥忆》也有临洮所见十二个金巨人，以一丈十尺計,臨洮人大约身高8米左右。

## 参看
中国妖怪列表